# Windows NT 3.5
Windows NT 3.5 je v informatice název již nepodporovaného operačního systému z řady Windows NT od firmy Microsoft, který byl vydán v roce 1994. K dispozici byla verze pro firemní počítače (workstation) a serverová verze. Podpora systému byla ukončena v roce 2001. Předchůdcem byl systém Windows NT 3.1, nástupcem byl Windows NT 3.51.

## Vývoj
Předchůdcem byl systém Windows NT 3.1. Poslední aktualizační balíček (anglicky Service Pack) pro Windows NT 3.51 s označením SP3 byl vydán 21. června 1995. Podpora systému byla ukončena 31. prosince 2001.